# Uahuka affinis
Uahuka affinis là một loài nhện trong họ Linyphiidae.
Loài này thuộc chi Uahuka. Uahuka affinis được Lucien Berland miêu tả năm 1935.